# N-Оксид ацетонитрила
N-Оксид ацетонитрила — неустойчивое органическое вещество, генерируемое непосредственно в условиях реакции. Применяется преимущественно в реакциях 1,3-диполярного циклоприсоединения.

## Получение
Типичным способом получения N-оксида ацетонитрила in situ из нитроэтана обработкой фенилизоцианатом в присутствии триэтиламина. Также вместо фенилизоцианата можно использовать ацетилхлорид, уксусный ангидрид или оксихлорид фосфора. Также описаны способы получения вакуумным флэш-пиролизом из 3,4-диметилфуроксана и гипохлоритным окислением ацетальдоксима. При генерировании необходимо учитывать, что N-оксид ацетонитрила быстро разлагается (в течение нескольких минут при 18 °С). Это происходит преимущественно путём димеризации в 3,4-диметилфуроксан.

## Строение и физические свойства
N-Оксид ацетонитрила растворим в петролейном эфире, диэтиловом эфире, бензоле, хлористом метилене, этаноле, хлороформе; нерастворим в холодном петролейном эфире (–60 °С).
Для N-оксида ацетонитрила зарегистрированы данные спектроскопии ЯМР при низкой температуре. В 1Н ЯМР-спектре наблюдается резонанс протонов метильной группы при 2,26 м. д. В 13С ЯМР-спектре наблюдаются сигналы углеродов метильной группы (0,8 м. д.) и нитрильной группы (35,6 м. д.). В ИК-спектре наблюдается полоса при 2315 см–1.

## Химические свойства
Основным применением N-оксида ацетонитрила является его участие в реакциях диполярного циклоприсоединения к алкенам. В этом случае образуются изоксазолины, которые дальше превращают в необходимые природные соединения либо другие полезные вещества. В аналогичной реакции с алкинами N-оксид ацетонитрила даёт изоксазолы.